# Borovoi
Borovoi (en rus: Боровой) és un poble (un possiólok) de l'óblast de Kémerovo, a Rússia, que en el cens del 2010 tenia 98 habitants, pertany al districte de Verkh-Txebulà.